# Liga del Rin
La Liga del Rin es el nombre que recibió la asociación de más de cincuenta ciudades de Alemania establecida en 1658 por el rey Luis XIV de Francia tras no lograr ser elegido en cabeza del Sacro Imperio Romano Germánico, a pesar de la victoria de Francia en 1658 en la batalla de las Dunas.
El cardenal Mazarino, a la sazón primer ministro de Francia, dirigió la operación con el fin de mantener al margen a la casa de Austria.
La Liga envió una fuerza de 6000 para luchar en el lado de Francia y del Imperio contra los otomanos, entrando en acción en 1664 en la batalla de San Gotardo.
La Liga fue promulgada con una duración de tres años, y fue ampliada después dos veces. Se terminó oficialmente en agosto de 1667, su fin, de hecho, debería ser datado en 1668, ya que la diplomacia francesa logró negociar una extensión adicional de la alianza como el Rheinbundrat, formada únicamente por los principales miembros de la Liga, que duraron hasta 1688.
Después de su desintegración la liga se recreó en 1806, aunque esta vez con mayor tamaño y bajo la Confederación del Rin, creada en el marco de las Guerras Napoleónicas y que dio el golpe de gracia al Sacro Imperio.

## Miembros de la Liga
- Electorado de Maguncia (1658)
- Electorado de Colonia (1658)

Mapa del Sacro Imperio Romano Germánico en 1648.

- Ducado del Palatinado-Neoburgo (1658)
- Bremen-Verden (1658) (Suecia)
- Brunswick-Lunebourg (1658)
- Hesse-Kassel (1658)
- Francia (1658)
- Landgraviato de Hesse-Darmstadt (1659)
- Wurtemberg (1660)
- Principado obispal de Münster (1660)
- Pomerania sueca (1660) (Suecia)
- Electorado de Tréveris (1662)
- Palatinado-Zweibrücken (1663)
- Diócesis de Basilea (1664)
- Marca de Brandeburgo (1665)
- Archidiócesis de Estrasburgo (1665)
- Brandeburgo-Prusia (1666)